# Niels Richard Hansen
Niels Richard Hansen ("Ricardo"), född den 19 april 1933, död 28 januari 2006, var en dansk jazzmusiker, som spelade banjo.
Ricardo började sin karriär inom jazzen på 1950-talet, då intresset för den ursprungliga New Orleans-jazzen hade nått Europa. I England spelade bland andra Ken Colyer och  Chris Barber så kallad revivaljazz i konsertsalar och på klubbar. I Danmark bildade trombonisten Arne Bue Jensen (Papa Bue) 1954 The Royal Jazzband, som något senare bytte namn till Bohana Jazzband. Banjoisten i det bandet var Ricardo. Hur han lät då kan man höra på två spår, inspelade live, från en CD-box. Den gavs ut 2010 i samband med att Papa Bue fyllde 80 år. 1956 bytte Bohana Jazzband namn till Papa Bue's New Orleans Jazzband och då var det en ny banjoist i bandet, Bjarne "Liller" Petersen.

## Ricardo's Jazzmen
År 1957 bildade Ricardo ett eget band, Ricardo's Jazzmen. Hemmaklubben var Cap Horn i Köpenhamns Red Light distrikt, Nyhavn. Bandet spelade traditionell New Orleans jazz. En inspirationskälla var bland annat Ken Colyers grammofoninspelningar från 50-talet. Stora delar av Ricardo's Jazzmens repetoar var bitvis densamma och det gäller även framförandet och arrangemangen. 1961 bestod bandet av Jørn Thomsen på trumpet (1959–1966), Ole "Fessor" Lindgreen på trombon (1959–1966), Hans Holbroe på klarinett (1959–1971), Ricardo på banjo (1957–1978), Arne Birger Johansen på bas (1959–1966) och Thorkild Møller på trummor (1961–1971). 1960–1961 gjorde Ricardo's Jazzmen tre studioinspelningar. Femton nummer spelades in. Fyra av dessa, från 1961, finns återutgivna på samlings-CD:n "The Golden Years Of Revival Jazz, vol. 4". På 1960-talet spelade Ricardo's Jazzmen ofta på jazzklubbar och skoldanser i Skåne. Speciellt uppskattat var bandet på Gossis (Högre allmänna läroverket för gossar) i Helsingborg. Där framträdde de vid ett flertal tillfällen i skolans Ljushall.
År 1971 började Ricardo spela med New Orleans-legender som Kid Thomas Valentine, Louis Nelson och Purcy Humphrey. De spelade tillsammans både i New Orleans och på turnéer i Danmark. En del av dessa framträdanden gavs ut på vinylskivor. Den sista spelningen Ricardo gjorde, som är dokumenterad på skiva, är en liveinspelning från "Femø Jazz Festival" med Ricardo's Orion Brass Band, den femte augusti 1978.

## Ricardo i Sverige
Ricardo kallades också för doktor Ricardo, för samtidigt som han spelade jazz på kvällarna praktiserade han som läkare på dagarna. 1978 gav han upp musiken och flyttade till Sverige. Där ägnade han sig till att börja med helt åt läkaryrket. Efter en tid började han åter att spela i olika band, men då i mindre skala. 1996–1999 spelade han med Red Wing Ragtime Band från Göteborg. En liveinspelning med dem från 1998 av "Indian Love Call" finns på nätet. Det sista jazzbandet Ricardo spelade med var Spirit Of New Orleans från Frillesås och det var i början av 2000-talet.

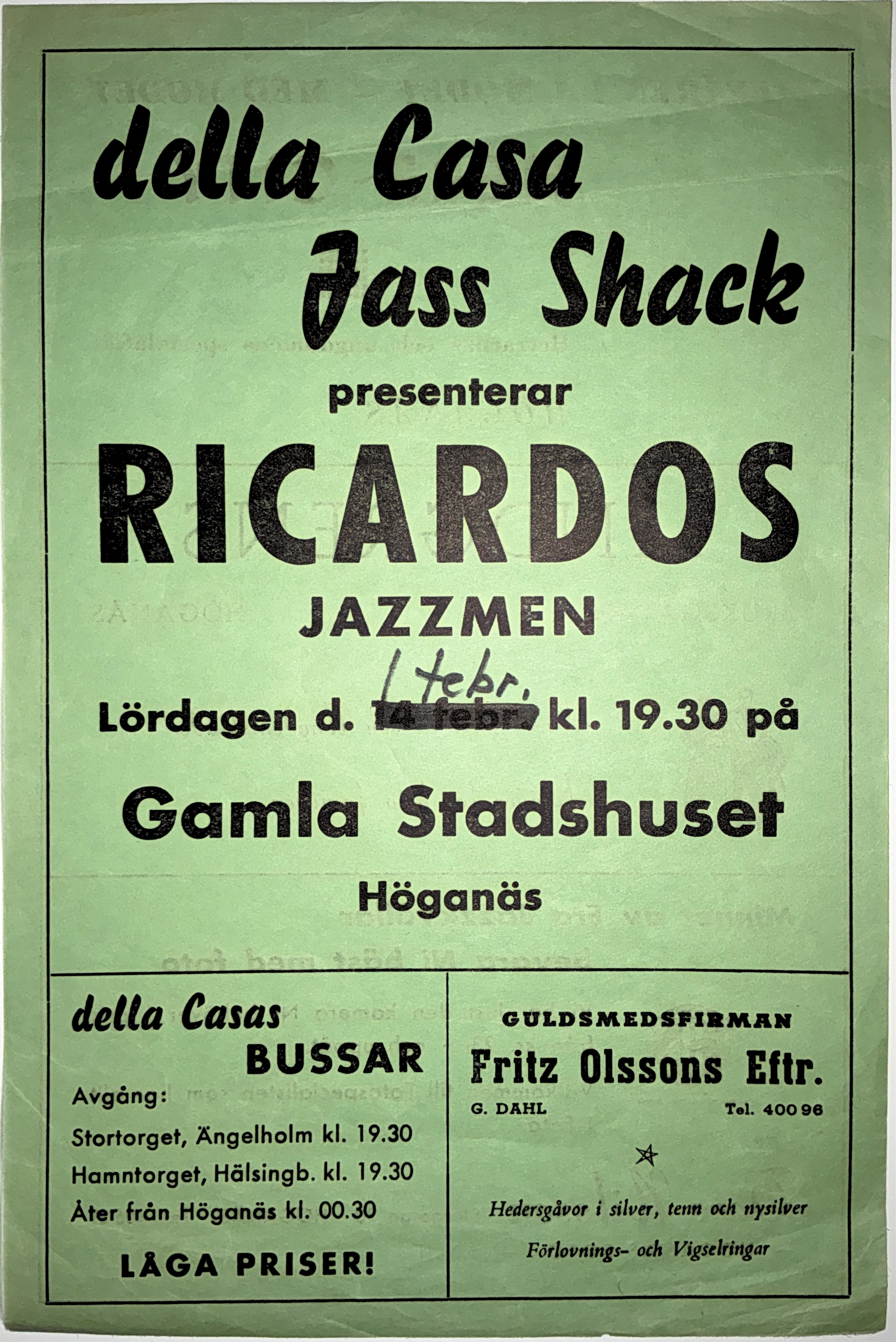

## Diskografi – ett urval
- Ricardo på banjo 1954; Papa Bue: 80 At 80 - Birthday Anniversary 4 CD Boxset, Storyville Records 2010, CD 1: spår 1. You Always Hurt The One You Love och spår 2. Franklin Blues
- Ricardo's Jazzmen 1961; Golden Years Of Revival Jazz Vol. 4, Storyville Records 2000, spår 8. Just A Little While To Stay Here, spår 9. Black Cat On The Fence, spår 10. Big Chief Battle Axe och spår 11. Chicago Buzz. Spåren gavs ursprungligen ut på en EP-skiva.
- Ricardo på banjo 1971-73; Ricardos spelningar med diverse amerikanska jazzlegender gavs ut på vinylskivor (“The Spirit of New Orleans").
- Ricardo på banjo 1998; Indian Love Call med Red Wing Ragtime Band  finns på nätet (se nedan).
- Ricardo's Jazzmen 2013; The First 50 Years (se nedan).

## Live-inspelningar från 1960-talet
- Live-inspelningar med Ricardo's Jazzmen gjorda med rullbandspelare vid framträdanden i Ljushallen på Gossis i Helsingborg 1963 och på jazzkluben della Caza Jazz Shack i Höganäs 1964 (originalen i privat ägo)